# The Eternal Feminine (film 1915)
The Eternal Feminine è un cortometraggio muto del 1915 diretto da George Nichols.

## Trama
Una donna sogna di essere a capo di una tribù di donne preistoriche che viene attaccata dagli uomini delle caverne.

## Produzione
Il film fu prodotto dalla Selig Polyscope Company.

## Distribuzione
Distribuito dalla General Film Company, il film - un cortometraggio in due bobine - uscì nelle sale cinematografiche statunitensi il 20 settembre 1915.